# Minkowski-Summe
Die Minkowski-Summe (nach Hermann Minkowski) zweier Teilmengen {\displaystyle A} und {\displaystyle B} eines Vektorraums ist die Menge, deren Elemente Summen von je einem Element aus {\displaystyle A} und einem Element aus {\displaystyle B} sind.

## Definition
Seien {\displaystyle A,B\subset V} zwei Teilmengen eines Vektorraums. Dann ist die Minkowski-Summe definiert durch
{\displaystyle A+B:=\{a+b\,|\,a\in A,b\in B\}}.
Teilweise wird die Minkowski-Summe auch mit dem {\displaystyle \oplus }-Zeichen anstatt mit dem normalen Pluszeichen notiert. Im Bereich der linearen Algebra und der Funktionalanalysis kann dies jedoch zu Verwechslungen mit der direkten Summe führen.
Anwendungen findet die Minkowski-Summe zum Beispiel in der 2D- und 3D-Computergrafik und Bildverarbeitung (speziell Morphologie; wird dort allerdings meist binäre Dilation oder Dilatation genannt. Das Gegenstück ist die Erosion), in der linearen Optimierung (zum Beispiel Minkowski-Summe eines Polytops und eines Polyederkegels), in der Funktionalanalysis und in der Robotersteuerung.
Analog definiert man die Minkowski-Differenz
{\displaystyle A-B:=A+(-B)=\{a-b\,|\,a\in A,b\in B\}}.

## Eigenschaften
Die Minkowski-Summe ist assoziativ, kommutativ und distributiv bezüglich der Vereinigung von Mengen, das heißt {\displaystyle A+(B\cup C)=(A+B)\cup (A+C)}.
Für die Mächtigkeit der Minkowski-Summe gilt {\displaystyle |A+B|\leq |A|\cdot |B|} , denn jedes Element wird mit jedem addiert und mehrfache Summen befinden sich nur einmal in der Menge.
Die Minkowski-Summe aus konvexen Mengen ist wieder eine konvexe Menge.
Bei konvexen Mengen kann die Berechnung der Minkowski-Summe auch sehr leicht grafisch erfolgen: Man schiebt ein Polytop auf dem Rand des anderen entlang und der überdeckte Bereich ist die Minkowski-Summe.

## Beispiel
Gegeben A und B mit Elementen aus {\displaystyle \mathbb {R} ^{2}}:
{\displaystyle A=\{(1,0),(0,1),(0,-1)\},B=\{(0,0),(1,1),(1,-1)\}}
Dann ist die Minkowski-Summe von A und B:
{\displaystyle A+B=\{(1,0),(2,1),(2,-1),(0,1),(1,2),(1,0),(0,-1),(1,0),(1,-2)\}}
Der Punkt (1,0) kommt dreifach vor, d. h.
{\displaystyle A+B=\{(1,0),(2,1),(2,-1),(0,1),(1,2),(0,-1),(1,-2)\}}
A und B stellen gleichschenklige Dreiecke (konvex) dar. Die Minkowski-Summe ergibt ein konvexes Sechseck, das man als entstanden durch Entlangfahren von B am Rand von A auffassen kann, wie die Abbildung zeigt.